# Rempelsbach
Der Rempelsbach ist ein über 7 km langer Bach des südlichen Steigerwalds im mittelfränkischen Landkreis Neustadt an der Aisch-Bad Windsheim, der nach einem südöstlichen Lauf westlich von Neustadt an der Aisch in die Aisch mündet.

## Geographie

### Verlauf
Der Rempelsbach entspringt auf einer Höhe von 337 m ü. NHN im Waldgebiet Güterholz in der Gemarkung des Ortsteils Unternesselbach der Stadt Neustadt an der Aisch in Mittelfranken. Der der Quelle nächste Ort ist Unternesselbach ca. 1,8 km im Südosten. Der Bach fließt längstenteils und bis zum ersten Ort an seinem Ufer recht genau ostwärts. 
Bald nach seiner Waldquelle durchläuft der Bach einen Weiher am Flurrand. Anschließend wird der weiterhin ostwärts und nun bald an der Grenze zur Gemeinde Langenfeld im Norden laufende Bach von rechts durch den Holacker- und Schalkhausergraben verstärkt. Er durchzieht eine Gruppe von Kleinweihern. Daraufhin fließt er bis zu Mündung wieder durch beidseits Neustädter Stadtgebiet. Durch den Ort Diebach hindurch auf Südostlauf. Danach münden noch einige kleine Gräben wie z. B. der Kuhtrieb- und der Leitengraben in den Rempelsbach. 
Nach einem 7,1 km langen Lauf mündet der Bach auf einer Höhe von 292 m ü. NHN westlich der Stadt Neustadt an der Aisch von links in die Aisch. Sein Lauf endet ungefähr 45 Höhenmeter unterhalb seiner Quelle, er hat somit ein mittleres Sohlgefälle von 6,3 ‰.

### Einzugsgebiet
Das 12,6 km² große Einzugsgebiet des Rempelsbach liegt im Vorderen Steigerwald und wird über die Aisch, die Regnitz, den Main und den Rhein zur Nordsee entwässert. 
Es grenzt
- im Westen, Norden und Osten an das des tieferen Aischzuflusses Ehebach und
- im Süden an das des Nesselbachs, der oberhalb des Rempelsbachs ebenfalls in die Aisch mündet.

Die höchste Erhebung ist der 421 m ü. NHN hohe Eulenberg im Südwesten des Einzugsgebietes.
Der westliche Teil des Einzugsgebiete ist fast geschlossen von Wald bestanden, dem hinzu sind weiter abwärts auch noch die Höhenlagen beidseits der Bachwendung über Diebach mit linksseits dem Diebacher Ranken und rechtsseits dem Schloßbuck bewaldet. In der offenen Flur dominiert das Ackerland.

### Zuflüsse
| Name               | Lage   | Länge in km | EZG | Mündungsort                             | Mündungshöhe m. ü. ŇHN |
| ------------------ | ------ | ----------- | --- | --------------------------------------- | ---------------------- |
| Holzackergraben    | rechts | 0,83        |     | südwestlich und gegenüber von Hohenholz | 320                    |
| Schalkhausengraben | rechts | 1,63        |     | südöstlich und gegenüber von Hohenholz  | 312                    |
| Steinleitengraben  | rechts | 1,01        |     | kurz vor Diebach                        | 304                    |
| Kuhtriebgraben     | links  | 0,46        |     | kurz nach Diebach                       | 301                    |
| Leitengraben       | rechts | 0,72        |     | nach Diebach                            | 299                    |
| Maßgraben          | rechts | 1,38        |     | nach Diebach                            | 296                    |

### BayernAtlas („BA“)
Amtliche Online-Gewässerkarte mit passendem Ausschnitt und den hier benutzten Layern: Lauf und Einzugsgebiet des Rempelsbachs
Allgemeiner Einstieg ohne Voreinstellungen und Layer: BayernAtlas der Bayerischen Staatsregierung (Hinweise)
1. 1 2  Höhe abgefragt auf dem Hintergrundlayer Amtliche Karte (Rechtsklick).
2. ↑  Länge abgemessen auf dem Hintergrundlayer Amtliche Karte.
3. ↑  Einzugsgebiet abgemessen auf dem Hintergrundlayer Amtliche Karte.

1. ↑  GeoFachDatenAtlas und Gewässerdienste des Bayerischen Landesamtes für Umwelt